# Dylijiwka (rejon bachmucki)
Dylijiwka (ukr. Диліївка) – osiedle na Ukrainie, w obwodzie donieckim, w rejonie bachmuckim, w hromadzie Torećk. W 2001 liczyło 223 mieszkańców.